# Ubaye-Serre-Ponçon
Ubaye-Serre-Ponçon [ybaj sɛʁ pɔ̃sɔ̃] est une commune nouvelle française située dans le département des Alpes-de-Haute-Provence, en région Provence-Alpes-Côte d'Azur.
Elle est créée le 1er janvier 2017 par la fusion des communes de La Bréole et Saint-Vincent-les-Forts qui deviennent des communes déléguées.

## Géographie

### Localisation
Il convient de se reporter aux articles consacrés aux anciennes communes fusionnées.

### Climat
Pour des articles plus généraux, voir Climat de Provence-Alpes-Côte d'Azur et Climat des Alpes-de-Haute-Provence.
En 2010, le climat de la commune est de type climat méditerranéen altéré, selon une étude du Centre national de la recherche scientifique s'appuyant sur une série de données couvrant la période 1971-2000. En 2020, Météo-France publie une typologie des climats de la France métropolitaine dans laquelle la commune est exposée à un climat de montagne ou de marges de montagne et est dans la région climatique Alpes du sud, caractérisée par une pluviométrie annuelle de 850 à 1 000 mm, minimale en été.
Pour la période 1971-2000, la température annuelle moyenne est de 9,4 °C, avec une amplitude thermique annuelle de 17,6 °C. Le cumul annuel moyen de précipitations est de 892 mm, avec 7,2 jours de précipitations en janvier et 5,6 jours en juillet. Pour la période 1991-2020, la température moyenne annuelle observée sur la station météorologique de Météo-France la plus proche, « Montclar_sapc », sur la commune de Montclar à 7 km à vol d'oiseau, est de 9,3 °C et le cumul annuel moyen de précipitations est de 889,7 mm. 
La température maximale relevée sur cette station est de 36 °C, atteinte le 23 août 2023 ; la température minimale est de −19,2 °C, atteinte le 5 février 2012,,.
Les paramètres climatiques de la commune ont été estimés pour le milieu du siècle (2041-2070) selon différents scénarios d'émission de gaz à effet de serre à partir des nouvelles projections climatiques de référence DRIAS-2020. Ils sont consultables sur un site dédié publié par Météo-France en novembre 2022.

## Urbanisme

### Typologie
Au 1er janvier 2024, Ubaye-Serre-Ponçon est catégorisée commune rurale à habitat très dispersé, selon la nouvelle grille communale de densité à 7 niveaux définie par l'Insee en 2022.
Elle est située hors unité urbaine. Par ailleurs la commune fait partie de l'aire d'attraction de Gap, dont elle est une commune de la couronne,. Cette aire, qui regroupe 73 communes, est catégorisée dans les aires de 50 000 à moins de 200 000 habitants,.
La commune, bordée par un plan d’eau intérieur d’une superficie supérieure à 1 000 hectares, le lac de Serre-Ponçon, est également une commune littorale au sens de la loi du 3 janvier 1986, dite loi littoral. Des dispositions spécifiques d’urbanisme s’y appliquent dès lors afin de préserver les espaces naturels, les sites, les paysages et l’équilibre écologique du littoral, tel le principe d'inconstructibilité, en dehors des espaces urbanisés, sur la bande littorale des 100 mètres, ou plus si le plan local d’urbanisme le prévoit.

## Toponymie
De Ubaye et Serre-Ponçon.

## Histoire
La commune nouvelle regroupe les communes de La Bréole et Saint-Vincent-les-Forts qui deviennent des communes déléguées, le 1er janvier 2017. Son chef-lieu se situe à La Bréole.
Le 15 mai 2022, les habitants d'Ubaye-Serre-Ponçon sont victimes d'importantes inondations et coulées de boue, qui entraînent la reconnaissance de l'état de catastrophe naturelle le 30 décembre de la même année.

## Politique et administration

### Communes déléguées
| Nom                     | Code Insee | Intercommunalité                  | Superficie (km2) | Population (dernière pop. légale) | Densité (hab./km2) |
| ----------------------- | ---------- | --------------------------------- | ---------------- | --------------------------------- | ------------------ |
| La Bréole (siège)       | 04033      | CC Vallée de l'Ubaye Serre-Ponçon | 39,66            | 361 (2014)                        | 9,1                |
| Saint-Vincent-les-Forts | 04198      | CC Vallée de l'Ubaye Serre-Ponçon | 22,82            | 347 (2014)                        | 15                 |

### Liste des maires
| Période      | Période                  | Identité         | Étiquette | Qualité                                     |
| ------------ | ------------------------ | ---------------- | --------- | ------------------------------------------- |
| janvier 2017 | En cours (au 2017-12-26) | Jean-Michel Tron | LR        | Cadre, conseiller départemental depuis 2021 |

### Intercommunalité
Ubaye-Serre-Ponçon fait partie: 
- depuis le 1er janvier 2017, de la communauté de communes Vallée de l'Ubaye Serre-Ponçon.

## Population et société

### Démographie
L'évolution du nombre d'habitants est connue à travers les recensements de la population effectués dans la commune depuis sa création.

En 2022, la commune comptait 796 habitants, en évolution de +9,04 % par rapport à 2016 (Alpes-de-Haute-Provence : +2,84 %, France hors Mayotte : +2,11 %).
| 2015 | 2016 | 2017 | 2018 | 2019 | 2022 |
| ---- | ---- | ---- | ---- | ---- | ---- |
| 721  | 730  | 741  | 754  | 766  | 796  |

## Économie
Il convient de se reporter aux articles consacrés aux anciennes communes fusionnées.

## Culture locale et patrimoine
Il convient de se reporter aux articles consacrés aux anciennes communes fusionnées.
- Église Saint-Pierre de La Bréole.
- Chapelle Saint-Antoine des Rollands.
- Chapelle Saint-Barthélemy de la Garde.
- Chapelle Saint-Louis du Villaret.
- Chapelle Saint-Marc de l'Eygaye.
- Église Notre-Dame-de-l'Assomption du Lautaret.
- Église Saint-Vincent de Saint-Vincent-les-Forts.

### Cinéma
- Le court-métrage Dramonasc, réalisé par Céline Gailleurd et Olivier Bohler a été tourné en partie dans la commune en 2017.